# Ámbitos regulatorios para la Inteligencia Artificial.

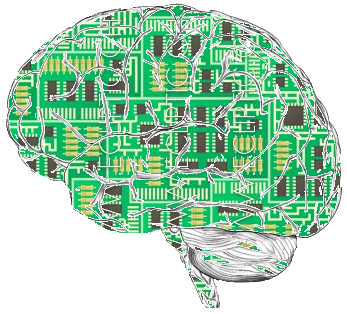
Arte: inteligencia artificial.

La creación de diferentes ámbitos regulatorios para la Inteligencia artificial, son necesarios por la reciente creación de las ciencias desarrolladoras de la Inteligencia artificial, donde el uso de esta misma a nivel cotidiano ha comenzado a aumentar con el paso de los años y ha exacerbado la necesidad regulatoria de su aplicación a nivel nacional e internacional, para así proteger el bienestar social a los Derechos individuales que nos otorgan las constituciones y los Derechos humanos fundamentales, además de su implicación en otras ramas del Derecho.

## Protección de datos e Inteligencia artificial.
Debido al desarrollo que va en aumento de la IA y la inminente Cuarta Revolución Industrial que será impulsada por nuevas tecnologías como la IA, la Comisión Europea crea un plan para el mercado interno donde se exponen misiones a cumplir para la sociedad economía y el planeta, las cuales fueron asignadas al comisionado designado Sylvie Goulard encargado del mercado interno, el cual dice:
"Tu misión por los siguientes cinco años es establecer el marco adecuado para permitir a Europa la transición a los medios digitales, mientras asegurándose que los valores son respetados, así como las nuevas tecnologías son desarrolladas. " 
Donde en los siguientes apartados se especifica la contribución a la mejora de la soberanía tecnológica de Europa, con la implementación y desarrollo de nuevas tecnologías definiendo nuevos estándares, donde la ciberseguridad debe tener certificados, implementación de nuevas reglas y estrategias, para proteger a la Unión Europea, donde en el segundo apartado se le consigna:
"Como parte de esto, tu lideraras un enfoque Europeo coordinado sobre la Inteligencia Artificial y en La ley de los nuevos Servicios Digitales."
Estas medidas son establecidas por eventos pasados con relación con el uso de algoritmos usados en el público, ya sea en ejemplo para propósitos comerciales o inclusive la elección de candidatos para recibir educación superior, sin embargo, siguen siendo algoritmos a punto de ser IA, Creando así cambios en las leyes de algunos países en ejemplo Francia con su uso.
Dando así a conocer la necesidad de proteger los datos (Macrodatos), puesto que esto es lo que recopilan las IA para su uso y funcionalidad, creando así sus respectivas leyes a nivel nacional e internacional.

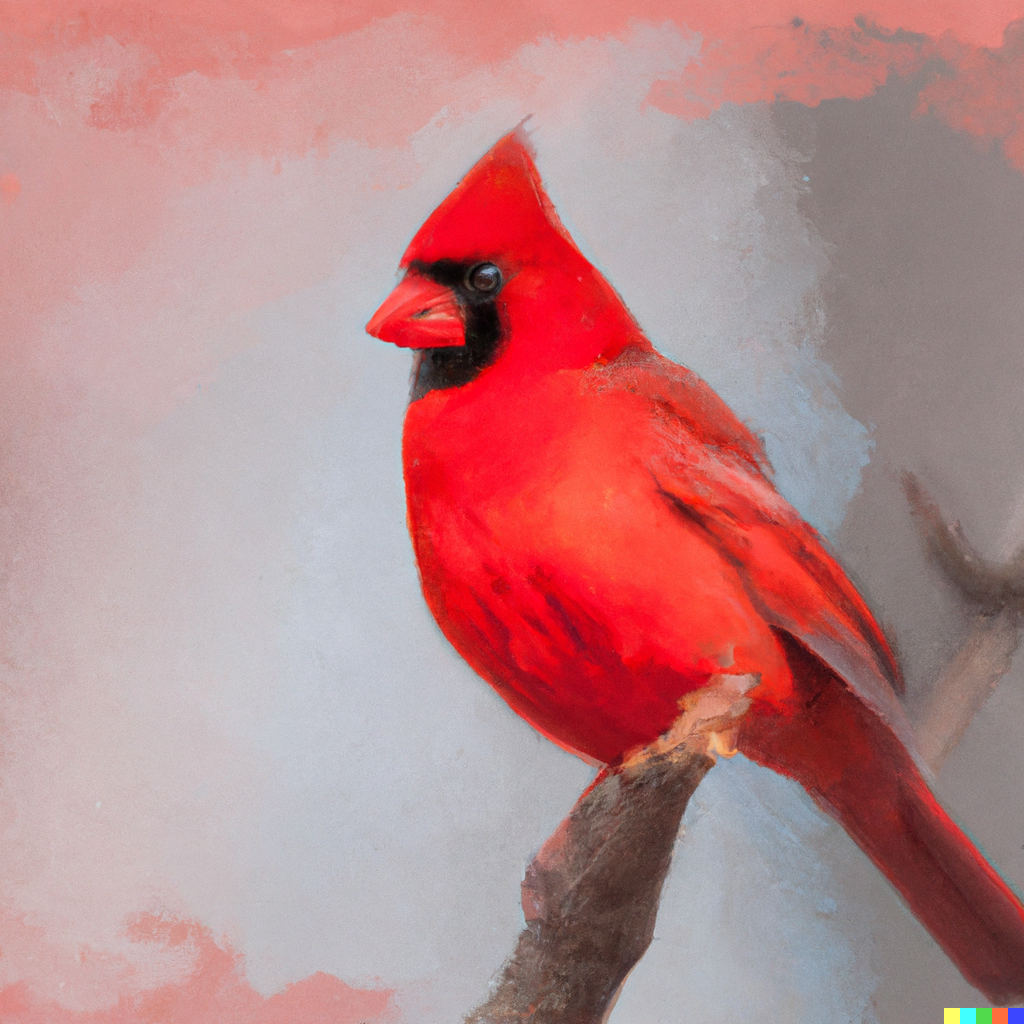
Dall-E 2 Art.

## Propiedad intelectual e inteligencia artificial.

Comisión Europea.

En consecuencia, a la creación de nuevas IA que son potencialmente capaces de crear material con derechos de autor, diseños registrables e inclusive invenciones patentables, ya sean ejemplos como Dall-e, Google AI, DLSS 3 de Nvidia, que usan a la IA para crear y dar solución a problemas, donde hoy en día podemos encontrar fácilmente su implicación en el marketing, debido a que una entidad abstracta, no puede tener derechos de propiedad intelectual,
Esto causó que la Organización Internacional de Propiedad Intelectual (WIPO por sus siglas en inglés) realizó una propuesta al Reglamento del Parlamento Europeo y del Consejo, donde el título es: 
"POR EL QUE SE ESTABLECEN NORMAS ARMONIZADAS EN MATERIA DE INTELIGENCIA ARTIFICIAL (LEY DE INTELIGENCIA ARTIFICIAL) Y SE MODIFICAN DETERMINADOS ACTOS LEGISLATIVOS DE LA UNIÓN".

Members of World Intellectual Property Organization (WIPO).

Donde podemos encontrar apartados que nos ayudaran a comprender lo que se quiere lograr con estas leyes y en qué consisten para su aplicación en la UE, donde en el siguiente apartado podemos ver las definiciones de: 
"«Sistema de inteligencia artificial (sistema de IA)»: el software que se desarrolla empleando una o varias de las técnicas y estrategias que figuran en el anexo I y que puede, para un conjunto determinado de objetivos definidos por seres humanos, generar información de salida como contenidos, predicciones, recomendaciones o decisiones que influyan en los entornos con los que interactúa."
"«Usuario»: toda persona física o jurídica, autoridad pública, agencia u organismo de otra índole que utilice un sistema de IA bajo su propia autoridad, salvo cuando su uso se enmarque en una actividad personal de carácter no profesional."
"«Operador»: el proveedor, el usuario, el representante autorizado, el importador y el distribuidor."

Enfocado a Obligaciones de transparencia para determinados sistemas de IA:
Los usuarios de un sistema de IA que genere o manipule contenido de imagen, sonido o vídeo que se asemeje notablemente a personas, objetos, lugares u otras entidades o sucesos existentes, y que pueda inducir erróneamente a una persona a pensar que son auténticos o verídicos (ultrafalsificación), harán público que el contenido ha sido generado de forma artificial o manipulado.
Ayudando a complementar lo que veremos en un futuro para la regulación de las IA en el ámbito de propiedad intelectual. 